# 阿尔科塞尔德普拉内斯
阿尔科塞尔德普拉内斯，是西班牙巴伦西亚自治区阿利坎特省的一个市镇。总面积5km2，总人口153人（2001年），人口密度31人/km2。